# ديفيد باترسون داير
ديفيد باترسون داير (بالإنجليزية: David Patterson Dyer)‏ (و. 1838 – 1924 م) هو سياسي، ومحام، وقاض من الولايات المتحدة الأمريكية ولد في مقاطعة هنري.
وهو عضو في الحزب الجمهوري .